# Kasteel Peleș
Het neorenaissancistische Kasteel Peleş (Roemeens: Castelul Peleş), gebouwd tussen 1875 en 1883, is gelegen bij de Roemeense stad Sinaia.
Kasteel Peleș was het zomerpaleis van de koninklijke familie. Het kasteel is genoemd naar de nabijgelegen beek met dezelfde naam.
Het kasteel, dat sinds de communistische tijd uitsluitend dienstdeed als museum, heeft meer dan 160 kamers, ingericht in zeer veel verschillende stijlen, waaronder Duitse en Italiaanse (neo)renaissance, (neo)gotiek, Duitse barok, Moors, Turks en jugendstil. In de kamers zijn vele kostbare koninklijke bezittingen tentoongesteld, waaronder houtsnijwerk, meubels, gebrandschilderde ramen, wapens en schilderijen.

## Geschiedenis
Prins Carol (later koning Carol I van Roemenië 1839-1914) van de vorstendynastie Hohenzollern-Sigmaringen liet het kasteel bouwen door de Weense architect Johannes Schultz uit Lemberg. Op 10 augustus 1875 is begonnen met de bouw. Het kasteel werd officieel geopend op 7 oktober 1883.
Bij de bouw was dit kasteel zeer modern: een kleine waterkrachtcentrale wekte elektriciteit op voor verlichting. Ook was er een centrale stofzuiginstallatie en een centrale verwarming aanwezig. De open haarden in het gebouw zijn uitsluitend decoratief en niet functioneel.
Door de Tsjechische architect Karel Liman is tussen 1896 en 1914 het naastgelegen kasteel Pelișor (klein Peleș) gebouwd.
Op 5 juni 2008 maakte de ex-koning van Roemenië, Michaël I, bekend dat hij weer zijn intrek nam in Kasteel Peleș, het koningsslot waaruit hij in 1947 door de communisten werd verdreven. Bezoekers van het in het slot gevestigde museum konden tot zijn overlijden in 2017 dus niet alleen waardevolle voorwerpen bekijken, maar ook de oud-koning tegen het lijf lopen. Michaël I heeft tevens bepaald dat het kasteel "tot in de eeuwigheid" voor het publiek toegankelijk moet blijven.